# 48159 Сен-Веран
48159 Сен-Веран (48159 Saint-Véran) — астероїд головного поясу, відкритий 16 квітня 2001 року.
Тіссеранів параметр щодо Юпітера — 3,373.
Названо на честь муніципалітету у Франції Сен-Веран.